# Rəncbər
Rəncbər è un comune dell'Azerbaigian situato nel distretto di Hacıqabul. Conta una popolazione di 2 894 abitanti.